# 与那岭惠理
与那岭惠理（日语：／ Yonamine Eri，1991年4月25日—），日本女子自行车运动员。她曾代表日本参加2018年亚洲运动会自行车比赛，获得一枚银牌和一枚铜牌。她也曾参加2016年和2020年夏季奥林匹克运动会。